# River Deben
Der Deben ist ein Fluss in England. Er entspringt in  Debenham in Suffolk, fließt durch  Woodbridge, vorbei an Sutton Hoo und mündet bei Felixstowe Ferry in die Nordsee. Felixstowe und Bawdsey auf beiden Seiten der breiten Mündung werden durch eine Fähre verbunden.